# Hyperaspis aemulator
Hyperaspis aemulator är en skalbaggsart som beskrevs av Thomas Casey 1908. Hyperaspis aemulator ingår i släktet Hyperaspis och familjen nyckelpigor. Inga underarter finns listade i Catalogue of Life.